# Ismail H'Maidat
Ismail H'Maidat (Enschede, 16 giugno 1995) è un calciatore olandese naturalizzato marocchino, centrocampista del Precision.

## Biografia
Nato a Enschede, nei Paesi Bassi da genitori nordafricani, possiede la cittadinanza marocchina.

## Caratteristiche tecniche
Calciatore mancino molto forte fisicamente, dispone di una buona progressione palla al piede e di una buona elevazione. Può giocare sia come trequartista che come seconda punta.

## Carriera

### Club
Si avvicina al calcio militando nelle giovanili del Twente squadra della sua città, per poi spostarsi in Belgio dove cambia molte squadre, prima di spostarsi in Inghilterra nel Crystal Palace, per giungere poi all’Anderlecht dove si mette in luce con 3 presenze al Torneo di Viareggio, dove arriva fino alla finale sconfitto ai supplementari dal Milan.

#### Brescia
Dal 1º luglio 2014 milita nel Brescia, dove fa il suo esordio da professionista il 17 agosto 2014 nella partita di Coppa Italia contro la Pro Vercelli subentrando a Rubén Olivera. Debutta nell'ultima giornata del suo primo campionato di Serie B contro il Trapani. La sua prima rete arriva nel campionato successivo nella gara interna contro il Bologna. Termina l'esperienza bresciana con 42 presenze e 1 gol in campionato.

#### Roma e i vari prestiti all'Ascoli, al Vicenza, all'Olhanense
Il 1º febbraio 2016 viene ingaggiato dalla Roma per 150 000 euro più Emanuele Ndoj e Michele Somma, per una valutazione totale di 3,15 milioni; la Roma lo gira in prestito all'Ascoli fino a fine stagione, con diritto di riscatto a favore dei marchigiani e contro opzione a favore dei giallorossi, ma non scende mai in campo. Nella stagione seguente, rientrato a Roma, va in prestito invece al Vicenza Calcio, con cui effettua una sola presenza nel Campionato Primavera 2016-2017. Tornato a Roma anticipatamente, a gennaio 2017 si trasferisce nuovamente in prestito per sei mesi all'Olhanense in Segunda Liga, mentre nella prima parte della stagione 2017-2018 va sempre in prestito al Westerlo.

#### L'arresto e la estraneità ai fatti
Il 13 marzo 2018 il giocatore è stato arrestato in Belgio dalla polizia ed è sospettato di aver commesso cinque rapine a mano armata.
Dopo 10 mesi di carcere, Ismail viene completamente scagionato essendo dimostrata la sua estraneità ai fatti. Il suo contratto alla Roma scadeva dopo due anni, ma la Roma ha risolto il contratto.

#### Como e Südtirol
Il 25 luglio 2019, dopo un anno di inattività, firma un contratto annuale, con un'opzione per i tre successivi, con il Como, ricominciando così dalla Serie C. Nel corso della stagione 2020/2021 si conquista il posto da titolare superando quota 100 presenze con i club e contribuisce al ritorno dei lariani in Serie B.
Nel calciomercato invernale del gennaio 2022 torna in Serie C, passando in prestito con diritto di riscatto al Südtirol.
Ottiene così il ritorno immediato in serie cadetta.

### Nazionale
Esordisce con il Marocco in occasione della vittoria per 4-0 contro il Canada nell'ottobre 2016.

## Statistiche

### Presenze e reti nei club
Statistiche aggiornate al 14 giugno 2022.
| Stagione        | Squadra         | Campionato      | Campionato | Campionato | Coppe nazionali | Coppe nazionali | Coppe nazionali | Coppe continentali | Coppe continentali | Coppe continentali | Altre coppe | Altre coppe | Altre coppe | Totale | Totale |
| Stagione        | Squadra         | Comp            | Pres       | Reti       | Comp            | Pres            | Reti            | Comp               | Pres               | Reti               | Comp        | Pres        | Reti        | Pres   | Reti   |
| --------------- | --------------- | --------------- | ---------- | ---------- | --------------- | --------------- | --------------- | ------------------ | ------------------ | ------------------ | ----------- | ----------- | ----------- | ------ | ------ |
| 2014-2015       | Brescia         | B               | 29         | 1          | CI              | 2               | 0               | -                  | -                  | -                  | -           | -           | -           | 31     | 1      |
| 2015-gen. 2016  | Brescia         | B               | 12         | 0          | CI              | 0               | 0               | -                  | -                  | -                  | -           | -           | -           | 12     | 0      |
| Totale Brescia  | Totale Brescia  | Totale Brescia  | 41         | 1          |                 | 2               | 0               |                    | -                  | -                  |             | -           | -           | 43     | 1      |
| gen.-giu. 2016  | Ascoli          | B               | 0          | 0          | CI              | -               | -               | -                  | -                  | -                  | -           | -           | -           | 0      | 0      |
| 2016-gen. 2017  | Vicenza         | B               | 0          | 0          | CI              | 0               | 0               | -                  | -                  | -                  | -           | -           | -           | 0      | 0      |
| gen.-giu. 2017  | Olhanense       | SL              | 8          | 1          | CP+CdL          | -               | -               | -                  | -                  | -                  | -           | -           | -           | 8      | 1      |
| 2017-gen. 2018  | Westerlo        | TK              | 3          | 0          | CB              | 0               | 0               | -                  | -                  | -                  | -           | -           | -           | 3      | 0      |
| gen.-giu. 2018  | Roma            | A               | 0          | 0          | CI              | -               | -               | UCL                | -                  | -                  | -           | -           | -           | 0      | 0      |
| 2019-2020       | Como            | C               | 16         | 0          | CI-C            | 2               | 0               | -                  | -                  | -                  | -           | -           | -           | 18     | 0      |
| 2020-2021       | Como            | C               | 29         | 0          | CI              | 0               | 0               | -                  | -                  | -                  | SC-C        | 1           | 0           | 30     | 0      |
| 2021-gen. 2022  | Como            | B               | 8          | 0          | CI              | 1               | 0               | -                  | -                  | -                  | -           | -           | -           | 9      | 0      |
| Totale Como     | Totale Como     | Totale Como     | 53         | 0          |                 | 3               | 0               |                    | -                  | -                  |             | 1           | 0           | 57     | 0      |
| gen.-giu. 2022  | Südtirol        | C               | 6          | 0          | CI-C            | 3               | 0               | -                  | -                  | -                  | SC-C        | 2           | 0           | 11     | 0      |
| Totale carriera | Totale carriera | Totale carriera | 111        | 2          |                 | 8               | 0               |                    | -                  | -                  |             | 3           | 0           | 122    | 2      |

### Cronologia presenze e reti in nazionale
| Cronologia completa delle presenze e delle reti in nazionale ― Marocco | Cronologia completa delle presenze e delle reti in nazionale ― Marocco | Cronologia completa delle presenze e delle reti in nazionale ― Marocco | Cronologia completa delle presenze e delle reti in nazionale ― Marocco | Cronologia completa delle presenze e delle reti in nazionale ― Marocco | Cronologia completa delle presenze e delle reti in nazionale ― Marocco | Cronologia completa delle presenze e delle reti in nazionale ― Marocco | Cronologia completa delle presenze e delle reti in nazionale ― Marocco |
| Data                                                                   | Città                                                                  | In casa                                                                | Risultato                                                              | Ospiti                                                                 | Competizione                                                           | Reti                                                                   | Note                                                                   |
| ---------------------------------------------------------------------- | ---------------------------------------------------------------------- | ---------------------------------------------------------------------- | ---------------------------------------------------------------------- | ---------------------------------------------------------------------- | ---------------------------------------------------------------------- | ---------------------------------------------------------------------- | ---------------------------------------------------------------------- |
| 11-10-2016                                                             | Marrakech                                                              | Marocco                                                                | 4 – 0                                                                  | Canada                                                                 | Amichevole                                                             | -                                                                      | 74’                                                                    |
| Totale                                                                 |                                                                        | Presenze                                                               | 1                                                                      |                                                                        | Reti                                                                   | 0                                                                      |                                                                        |

## Palmarès

### Club

#### Competizioni nazionali
- Serie C: 2

Como: 2020-2021 (girone A)
Südtirol: 2021-2022 (girone A)